# الفن الفاطمي

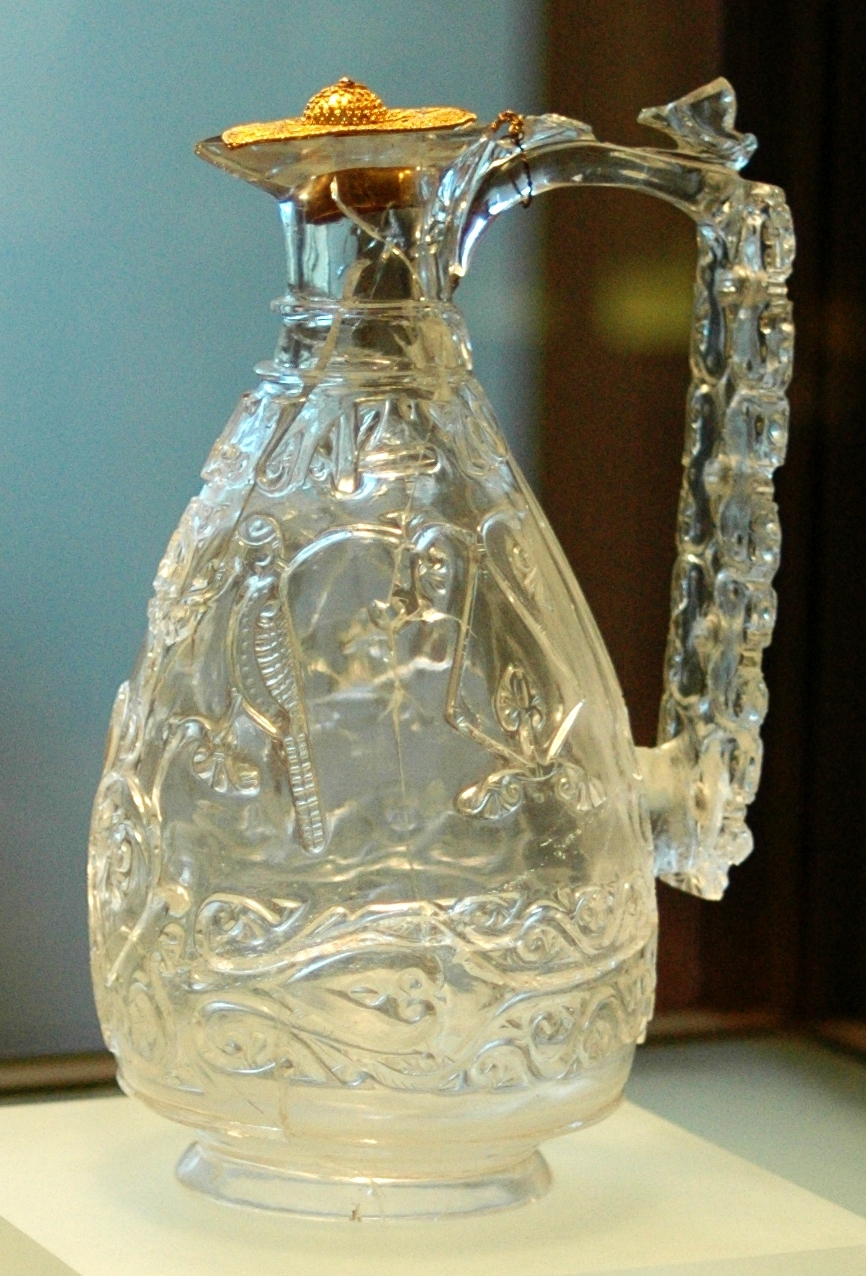
روك كريستال إبريق من دير سانت دينيس مع غطاء تخريمية الذهب الإيطالي، اللوفر

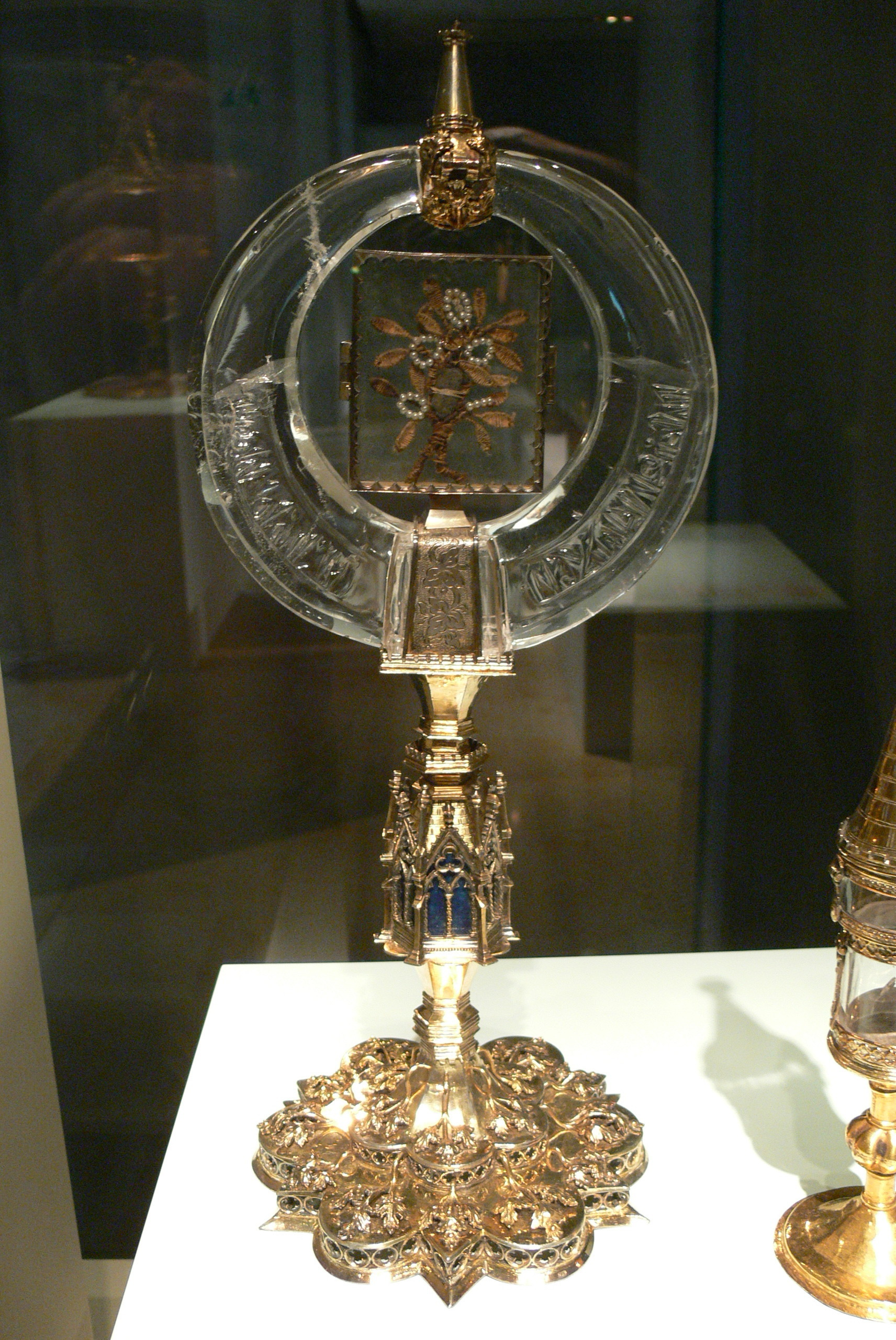
أوائل القرن ال11 الصخور الكريستال الهلال المدرج إلى الخليفة الظاهر, تصاعد الذهب القرن ال14, المتحف الوطني الألماني

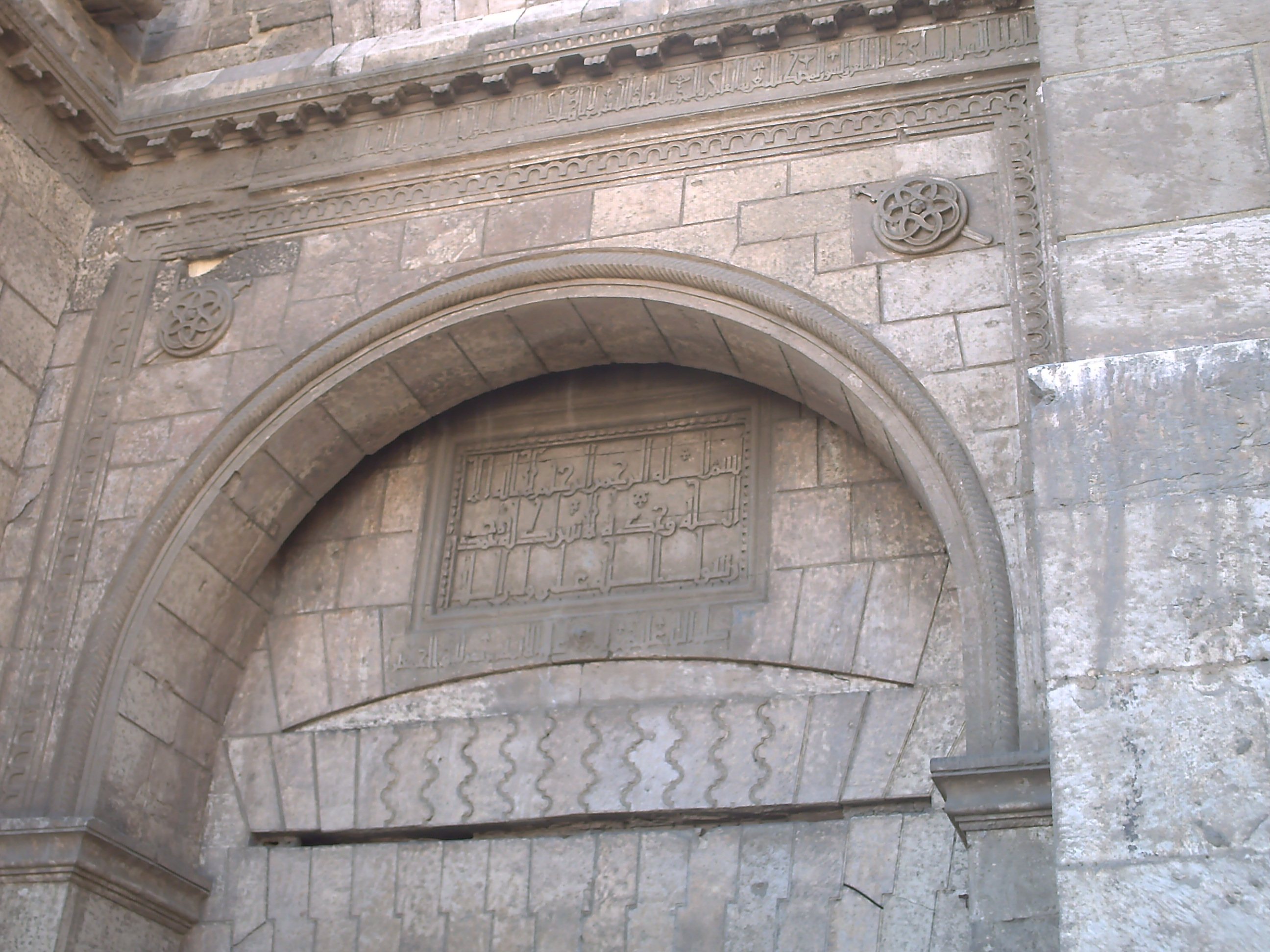
بوابة باب الفتوح بناها الفاطمي الوزير بدر الجمالي

يشير الفن الفاطمي إلى [المصنوعات اليدوية والعمارة من الخلافة الفاطمية (909-1171)، التي كانت موجودة في الإمبراطورية العربية بشكل أساسي في مصر وشمال إفريقيا. تأسست الخلافة الفاطمية في البداية في المغرب العربي، بجذورها في القرن التاسع الإسماعيلي الشيعي. بقيت العديد من المعالم الأثرية في المدن الفاطمية التي تأسست في شمال إفريقيا، بدءاً بالمهدية، على الساحل التونسي، المدينة الرئيسية قبل غزو مصر في عام 969 وبناء القاهرة، «المدينة المنتصرة»، وهي الآن جزء من القاهرة الحديثة.
تميزت هذه الفترة بالازدهار بين المستويات العليا، والذي تجلى في إنشاء أشياء فاخرة ومصنوعة بدقة في الفنون الزخرفية، بما في ذلك الكريستال الصخري المنحوت والأواني اللامعة وغيرها من الخزفيات والنحت على الخشب والعاج والمجوهرات الذهبية وغيرها من الأدوات المعدنية والمنسوجات، الكتب والعملات. لم تعكس هذه العناصر الثروة الشخصية فحسب، بل تم استخدامها كهدايا لكسب الإحسان في الخارج. وكانت أثمن الأشياء وأثمنها قد جُمعت في قصور الخلافة بالقاهرة. في ستينيات القرن التاسع عشر، بعد عدة سنوات من الجفاف الذي لم تتلق خلاله الجيوش أي أموال، نُهبت القصور بشكل منهجي: المكتبات دمرت إلى حد كبير، وأذابت أشياء ذهبية ثمينة، وتناثر عدد قليل من الكنوز في جميع أنحاء العالم المسيحي في العصور الوسطى. بعد ذلك استمر صنع المشغولات الفاطمية بنفس الأسلوب، ولكن تم تكييفها مع عدد أكبر من السكان باستخدام مواد أقل قيمة.

## روك كريستال إويرس
الأباريق المصنوعة من الكريستال الصخري هي أباريق منحوتة من كتلة واحدة من الكريستال الصخري. صنعها الحرفيون الفاطميون الإسلاميون وتعتبر من أندر القطع في الفن العربي. هناك عدد قليل نجا وهو الآن في مجموعات في جميع أنحاء أوروبا. غالبًا ما يكونون في خزائن الكاتدرائية، حيث أعيد تكريسهم بعد أسرهم من أماكنهم الإسلامية الأصلية. صُنع الإبريق المصور في مصر في أواخر القرن العاشر، وهو مزين بشكل رائع بالطيور الرائعة والوحوش والمحلاق. يبدو أن كنز الخليفة مستنصر بالله في القاهرة، الذي تم تدميره عام 1062، يحتوي على 1800 وعاء من الكريستال الصخري.
كانت المهارة العظيمة مطلوبة لتفريغ الكريستال الصخري الخام دون كسره ونحت الزخرفة الرقيقة، الضحلة جدًا في كثير من الأحيان.
أنتج الفاطميون مجموعة متنوعة من الأعمال الفنية الجميلة المصنوعة من المنسوجات، والسيراميك، والأعمال الخشبية، والمجوهرات، والأهم من ذلك البلورات الصخرية. من بين العجائب العديدة التي اكتشفها الناس في الخزائن الفاطمية، الأشياء المنحوتة بدقة من الكريستال الصخري. يتكون الكريستال الصخري من بلور كوارتز نقي، وقد شكله حرفيون ماهرون قدّرهم الفاطميون تقديراً عظيماً. "من بين جميع القطع المصنوعة من الكريستال الصخري التي صنعها الحرفيون الفاطميون، تعتبر الأباريق المصنوعة من الكريستال الصخري الفاطمي من أندر الأشياء وأكثرها قيمة في مجال الفن الإسلامي بأكمله. عُرف وجود خمسة فقط قبل الظهور الاستثنائي للإبريق في مزاد بريطاني إقليمي في عام 2008 والذي تم بيعه لاحقًا في كريستيز في أكتوبر الماضي. كانت هذه هي المرة الأولى التي يظهر فيها المرء في مزاد علني. تم شراء آخر قطعة ظهرت في السوق من قبل متحف فيكتوريا وألبرت في عام 1862.” تحتوي خزينة كنيسة سان ماركو في البندقية على غرفتين. تم العثور على إبريق بلوري صخري إضافي في خزينة دير سانت دينيس في باريس. كانت هدية من الملك روجر الثاني ملك صقلية العد ثيوبالد الرابع من بلوا بمناسبة زواج ابنة الأخير، ايزابيل، إلى ابن السابق، روجر الثالث، حوالي 1140. أعطاها ثيوبالد لاحقا إلى أبوت سوجر.
«يبدو أن الأجسام البلورية الصخرية الموجودة بدون نقش محدد عليها هي أنواع من الحاويات، إما كؤوس للشرب أو أحواض وأحواض لحمل السوائل، ربما لغسل أيدي الضيوف بعد تناول الوجبة.» على مر القرون، تم اعتبار العديد من الخصائص أو الفوائد السحرية مرتبطة بأشياء مصنوعة باستخدام الكريستال الصخري.
بين القرنين العاشر والحادي عشر، أنتجت مصر معظم البلورات الصخرية التي كانت موجودة في خزائن الغرب في العصور الوسطى، وتم اكتشاف العديد من القطع الأصغر في إسبانيا التي وصلت إلى شبه الجزيرة خلال خلافة قرطبة. الطريقة المطلوبة لإنشاء بلورات صخرية هي تفريغ قطعة من الكريستال دون الإضرار بالزخرفة. بمجرد أن تصبح البلورات الصخرية جاهزة للتصميم، تصور المنحوتات عادةً موضوعات نباتية أو حيوانية، خاصة الطيور والأسود. البلورات الصخرية من الذهب بشكل دوري أو تتكون من الأحجار الكريمة. تحتوي الأوعية المصنوعة من الكريستال الصخري على جسم على شكل كمثرى وحافة منقارية ومقبض، والذي يحتوي في الأصل على قطعة إبهام عمودية تربط حافة الإبريق بالجزء السفلي من الجسم. تلتف تصميمات الإبريق حول العنق وأسفل الجسم وعلى المقبض. «تم حفر جميع التفاصيل وقطعها بمهارة كبيرة، بما في ذلك التركيب على شكل خطوط ونقاط تغطي الطائر والحيوان وأوراق أنماط الأرابيسك.» تم استخدام عدد من أحجار الكريستال الصخري في خزائن الكنيسة في أوروبا.
سفينتين من الكريستال الصخري، الأولى في سان بطرسبرج وماركو البندقية هما الأخيران المتبقيان في العصور الوسطى من الكريستال الصخري الإسلامي. "المصباحان لهما شكل مختلف تماما عن المصباح الشبيه بالزهرية الكروية الإسلامية الشائعة. يمكن تفسير هذا الشكل غير العادي جزئيا بالمواد التي صنعت منها: ارتفاع سعر البلور الصخري والكفاءة المطلوبة من النحات يعني أن تصنيع هذه الأشياء الثمينة كان يرعاه الملوك أو النبلاء فقط.” يعود المصباح من سانت بطرسبرغ إلى المصابيح المعدنية المسيحية المبكرة على شكل قارب. مصباح ماركو هو إبريق نادر وقد يظهر في الرسوم التوضيحية للمخطوطات الإسلامية في العصور الوسطى. إن معرفتنا بالزجاج الفاطمي المعاصر هي بنفس القدر-إن لم يكن أكثر-إشكالية. "تتشابه العديد من النتوءات الزجاجية غير العادية في الحجم والشكل والزخرفة مع النتوءات الكريستالية التي نسبها بعض العلماء إلى مصر الفاطمية.” تم تصميم بلورات الصخور لمحاكاة الأوعية المعدنية في عصر ما قبل الإسلام وأوائل العصر الإسلامي.
في النهاية، تعرض البلورات الصخرية خلال الفترة الفاطمية فنونًا زخرفية. أظهر العديد من البلورات الصخرية ونحاتوها مهارة هائلة في عملهم الذي كان موضع تقدير من قبل الخلفاء. كان تقليد نحت الكريستال الصخري بارعاً في مصر، حيث تم استيراد أنقى البلورات من شبه الجزيرة العربية والبصرة وجزر الزنج في شرق إفريقيا. ناصر خسرو، الشاعر والفيلسوف الفارسي، "كانت اليمن مصدرًا للبلور الصخري النقي، وقبل اكتشاف هذا المصدر، تم استيراد الكريستال الصخري الأقل جودة من المغرب العربي والهند.” قدمت بلورات الصخور معلومات قيمة حول تقدم الحرف التقليدية التي يتم تقديمها اليوم.

## العمارة الفاطمية
في العمارة، اتبع الفاطميون التقنيات الطولونية واستخدموا مواد مماثلة، لكنهم طوروا أيضًا تلك الخاصة بهم. في القاهرة، كان أول مسجد جامع لهم هو الجامع الأزهر («الرائع») الذي تأسس جنبًا إلى جنب مع المدينة (969-973)، والتي أصبحت، جنبًا إلى جنب مع مؤسسة التعليم العالي المجاورة (جامعة الأزهر)، المركز الروحي للإسماعيلية الشيعة. لعب مسجد الحكيم (996-1013)، وهو مثال مهم للعمارة الفاطمية والزخرفة المعمارية، دورًا مهمًا في الاحتفالات والمواكب الفاطمية، والتي أكدت على الدور الديني والسياسي للخليفة الفاطمي. إلى جانب الآثار الجنائزية المتقنة، تشمل الهياكل الفاطمية الأخرى الباقية مسجد الأقمر (1125) وكذلك البوابات الأثرية للقاهرة أسوار المدينة بتكليف من الأقوياء الفاطميين أمير والوزير بدر الجمالي (ص. 1073-1094).

### بناء النقوش

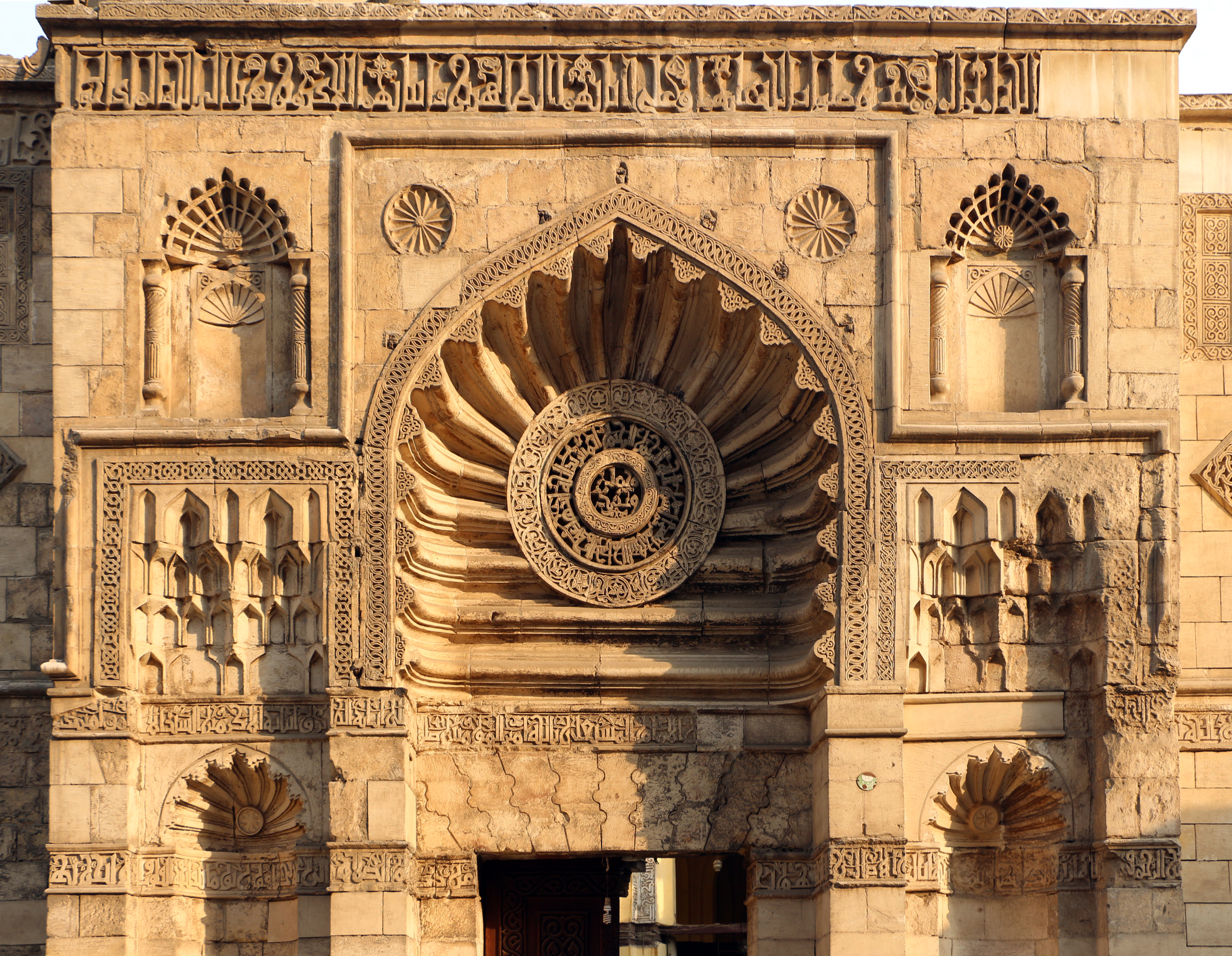
واجهة مسجد الأقمر. تم تسجيل أسماء علي ومحمد في الميدالية المركزية.

كانت المخطوطات وكتب المخطوطات المزخرفة شائعة في الدولة الفاطمية، لكن لم تكن هذه هي الطريقة الوحيدة التي استخدم بها النص. اتخذ النص العام شكل نقوش كبيرة على جانب الآثار أو المباني الخارجية. على سبيل المثال، تم إضافة النقوش إلى مسجد الحكيم في 1002-03 م. ولكي يقرأ المشاة النقوش، فقد تم إجراؤها بأسلوب خط كوفي مزخرف يسهل قراءته. في بعض الحالات، كانت النقوش تهدف إلى ترسيخ شرعية السلالة الفاطمية. على سبيل المثال، كان باب النصر، أو باب النصر في القاهرة، يحمل اسم علي ومحمد، الزعيمين الدينيين اللذين تتبع منهما القادة الفاطميون حقهم في الحكم. وكُتب هذان الاسمان أيضًا على مسجد الأقمر. وفي حالات أخرى نقشت آيات من القرآن تذكر أهل البيت أو «أهل البيت» على المباني العامة. وترتبط عبارة أهل البيت بعلي، وتؤكد مرة أخرى على شرعية الحكم.

## مخطوطة فاطمية
ظهر انتشار الكتب في الإمبراطورية الفاطمية من خلال وجود دار العلم أو بيت المعرفة. في عام 1045 م، ورد أن دار العلم يحتوي على 6500 مجلد من الموضوعات العلمية والأدبية. عندما حلت الأسرة الفاطمية خلال القرن الثاني عشر، كانت المكتبات ومجموعات الكتب الموجودة في القاهرة مشتتة، مما جعل من الصعب العثور على أي مخطوطات كاملة. فقط أجزاء من النص والورق قادرة على توفير معلومات عن محتوى وأسلوب المخطوطات الفاطمية. من النادر أن يكون لديك مثال على كل من النص والرسوم التوضيحية لنفس الصفحة، مما يجعل من الصعب جمع معلومات حول المخطوطات المضيئة. في بعض الحالات، من الممكن إضافة الرسوم التوضيحية إلى نص موجود بالفعل في وقت لاحق. يمكن إظهار أسلوب الرسم الفاطمي من خلال قطعة واحدة من الورق الباقية، والتي تم حفرها في القاهرة. تحتوي هذه الورقة المفردة على رسومات على كلا الجانبين؛ جانب واحد يظهر أسدا، والآخر أرنب. في حين أنه من غير الواضح ما إذا كانت هذه الصفحة قد نشأت في كتاب، يحتمل أن تكون ذات موضوع علمي أو حيواني، إنه مثال على أنماط أكبر من التمثيل الطبيعي والتصويري داخل الفن الفاطمي.

### القرآن الأزرق
كانت الخلافة الفاطمية، التي حكمت مصر من 969 إلى 1171، قائمة في ما يعرف اليوم بتونس في أوائل القرن العاشر. عُرف الخلفاء برعايتهم الكريمة للأعمال الفنية للاحتفالات الباهظة. لسوء الحظ، نجا عدد قليل جدًا من المخطوطات والمباني لتوضيح الازدهار الفني المفاجئ. الأثر المعماري الوحيد الباقي من الفترة الفاطمية المبكرة هو مسجد في المهدية بتونس. على الرغم من أنه لا يُعرف سوى القليل عن المخطوطات الفاطمية، فقد نسب جوناثان بلوم أحد المخطوطات الإسلامية الأكثر شهرة، القرآن الأزرق، إلى تونس القرن العاشر تحت رعاية الفاطميين.
كان القرآن الأزرق يتكون في الأصل من 600 ورقة، كل منها قياس 30 سم س 40 سم. فقط سبعة وثلاثون صفحة موجودة ولكنها منتشرة في جميع أنحاء العالم. تتميز كل ورقة رق نيلي أفقية بخمسة عشر سطرا من الذهب الخط الكوفي التي هي من نفس الطول; زينت نهايات الآيات مع الميداليات الفضية، إلى جانب التي لا توجد زخارف إضافية.
يتميز القرآن الأزرق بلونه الأزرق المكثف الذي استمر لآلاف السنين. استنتج معظم العلماء أن الرق كان مصبوغا بالنيلي. شيريل بورتر، خبير في حفظ الكتاب الإسلامي، أشار إلى أن رق الصباغة كان أقرب إلى المستحيل لأنه سيترك الرق منمش. من خلال التجريب، جوان رايت، محافظ على الورق في متحف الفنون الجميلة في بوسطن، كان قادرا على إعادة إنشاء لون نيلي متساو من الظل المماثل للقرآن الأزرق على الرق ببساطة عن طريق فرك اللون عليه.

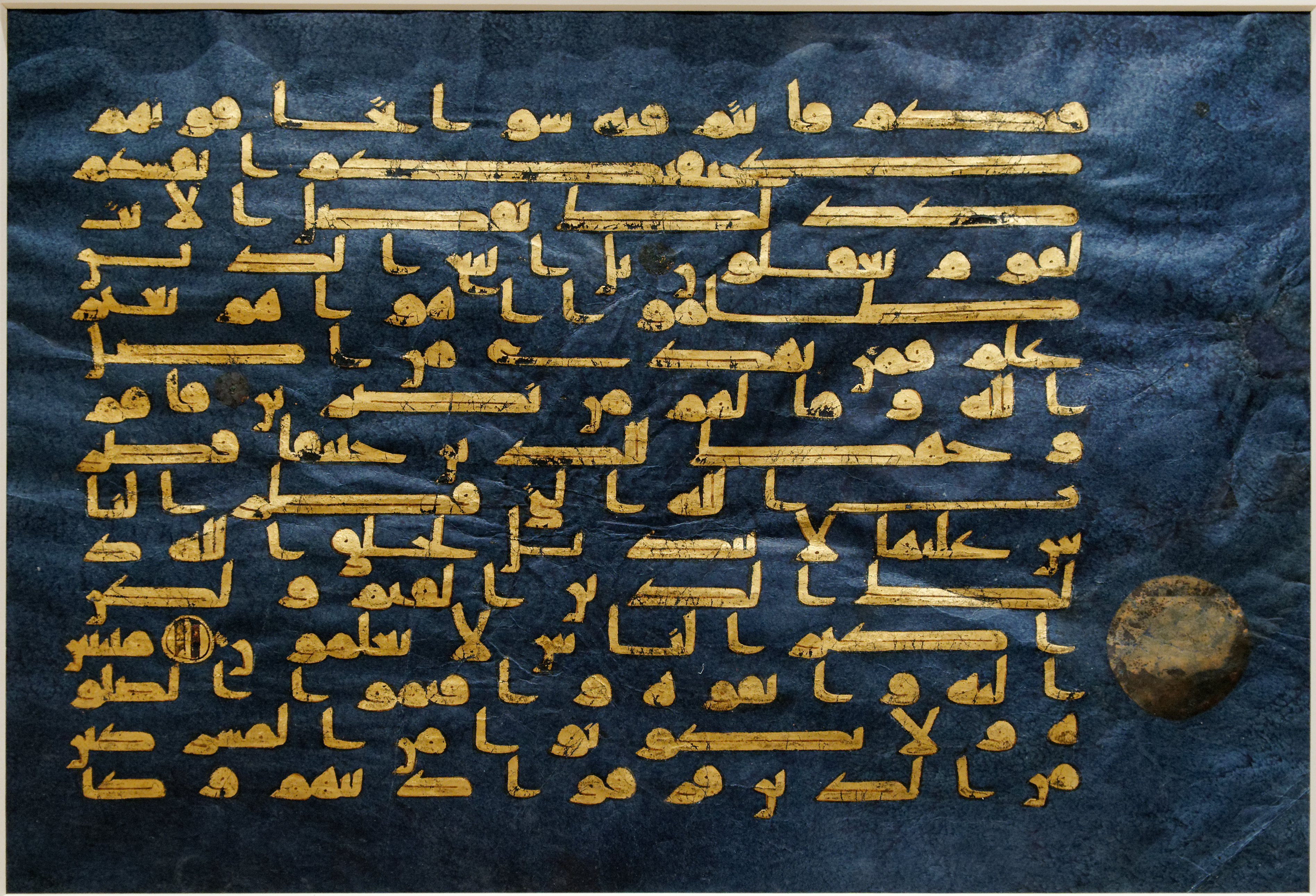
ورقة من القرآن الأزرق

إلى جانب اللون الرائع، يعد النص الذهبي سمة بارزة أخرى لهذا الكتاب. آلان جورج من جامعة ادنبره ادعى أن السيناريو قد كتب بمسحوق الذهب كصبغة حبر، تقنية تسمى الكريسوغرافيا. شاع استخدام الكريسوغرافيا في المخطوطات المسيحية ووصفها في النصوص الإسلامية. في وقت لاحق، كشف الفحص المجهري الذي أجرته جوان رايت أنه تم استخدام أوراق الذهب بدلاً من مسحوق الذهب. كان من المرجح أن يكتب الخطاط النص أولاً بقلم مشحون بمادة لاصقة شفافة، ويضع ورقة ذهبية، ثم يزيل الأجزاء التي لم تلتصق بالصفحة. لاحظ العلماء أيضًا أن النص محدد بالحبر البني الداكن. نظرًا لأن اللون البني الغامق أحيانًا يغطي الذهب جزئيًا، فمن المنطقي افتراض أن الخطوط العريضة هي الخطوة الأخيرة التي ربما تم استخدامها «لترتيب» الحواف المصقولة للورقة الذهبية، وإضفاء لمسة نهائية أكثر نقاءً ونقاءً على المخطوطة.
في حين أن نظام الألوان غير العادي قد فتن المشاهدين لعدة قرون، إلا أن أهميته لا تزال بعيدة المنال. لم يكن الجمع بين اللونين الأزرق والذهبي غير مألوف لدى الفنان أو راعي القرآن الأزرق. اللازورد، وهو حجر شبه كريم أزرق غامق يحتوي غالبًا على بقع "ذهبية"، كان يُستخرج في أفغانستان ويستخدم في صناعة المجوهرات اليونانية القديمة. تم تزيين الجزء الداخلي من قبة الصخرة بنقوش فسيفساء ذهبية على خلفيات زرقاء داكنة. جادل آلان جورج بأن التباين بين النص الذهبي والخلفية الزرقاء الداكنة له "صدى من الضوء على الظلام.” القرآن الأزرق، مثل العديد من النصوص القرآنية الأخرى، لم يقرأ فقط ولكن ربما شاهده المصلون في كل من ضوء الشموع والضوء الطبيعي. وهكذا، لعب الضوء دورا هاما في فهم نظام الألوان للكتاب. كان تأثير ورقة الذهب أكثر بريقا في مصدر مكثف للضوء، مما يبرز بصريا قوة اللهكلمات لتسليط الضوء في الظلام.
هناك جدل مستمر حول أصل القرآن الأزرق وفترة زمانه. وضع جوناثان بلوم إنتاج الكتاب في تونس خلال الفترة الفاطمية المبكرة بالاعتماد بشكل أساسي على نظام الترقيم الأبجدي في الكتاب. بينما أرجع آلان جورج الكتاب إلى بغداد في القرن الثامن أو التاسع تحت حكم الخلافة العباسية. تنبع إسناد جورج من أسلوب النص. بقدر ما تكون الصفات معقولة، لا يزال العلماء يفتقرون إلى أدلة قوية لترسيخ أصل الكتاب والفترة الزمنية.
مخطوطة القرآن الفاطمية
أحد الأمثلة على مخطوطة من الفترة الفاطمية هو المجلد الأول لمخطوطة قرآنية من جزأين. قام بنسخها الحسين بن عبد الله ويقدر أنه تم إنتاجها في القاهرة بمصر عام 1028، وهي مصنوعة من مواد قيمة مثل الذهب واللون والحبر على الورق. الخط زخرفي وملون للغاية، وله حدود بتصميمات هندسية وطبيعية ذهبية. في عام 1062، تم الربط بين الحكام الفاطميين واليمنيين من أجل تعزيز السلطة الدينية والسياسية، وكذلك للوصول إلى طرق التجارة المؤدية إلى المحيط الهندي والبحر الأحمر. تم تبادل هذه المخطوطة لكي يبرهن الخليفة الفاطمي المستنصر بالله على ثروته وسلطته السياسية والدينية للحاكم اليمني علي الصليحي. لذلك، انتهى المطاف بالمخطوطة في صنعاء باليمن ، وعلى الأرجح بقيت هناك حتى غزا العثمانيون اليمن في القرن السادس ، عندما تم نقلها إلى بورصة ، تركيا. وضعت في قبر السلطان العثماني مراد الأول ، ثم وضعت في متحف الأوقاف الإسلامية عام 1913.
تمثل هذه المخطوطة القرآنية كيف أدى النشاط التجاري والسياسي إلى تشتت المخطوطات عبر دول وحكومات متعددة. من خلال هذا المثال ، يسهل فهم صعوبة تحديد موقع مواد الكتاب الفاطمي ولماذا يبقى القليل منها سليمًا ويمكن التعرف عليه.

### قضية القرآن
قضية القرآن الذهب ، ويضم الآن في متحف الآغا خان، وضعت في القرن ال11 مصر في عهد الفاطمية. قياس 4.7 س 3.9 سم ، فإنه يستخدم لعقد مصغرة القرآن. تشير حلقة متصلة بالجانب الأيمن العلوي من العلبة إلى أن مالكها كان يرتديها كإكسسوار وتعويذة. العلبة كلها مصنوعة من الذهب. التقنية المستخدمة تسمى «تخريمية الحبال والحبوب» والتي كانت شائعة في صناعة الحلي الفاطمية. الصغر هو عمل تزييني من لف وثني الأسلاك المعدنية («الحبال») في أنماط معقدة. يخلق الجمع بين الصغر الذهبي والحبيبات المخرزة («الحبوب») تأثيرًا نحتيًا تقريبًا ، مما يمنح أسطح العلبة جودة ثلاثية الأبعاد. ينقل استخدام الذهب والأنماط المتقنة ثروة الراعي وعبادتهم القصوى للقرآن. من المحتمل أن تكون قضية القرآن هي الوحيدة من نوعها. يمكن أن ترجع الندرة إلى حقيقة أن الذهب كمعدن ثمين كان غالبًا ما يذوب ويعاد استخدامه. لذلك ، فإن العديد من قطع المجوهرات الفاطمية القديمة لم تعد موجودة اليوم.

### الوثائق الحكومية
إلى جانب الكتب المزينة بشكل متقن ، تعد الوثائق الحكومية مصادر قيمة يمكن أن تقدم لنا نظرة عميقة على الأنظمة السياسية في الشرق الأوسط في العصور الوسطى. كان هناك اعتقاد خاطئ على نطاق واسع بأن القليل من الوثائق المتبقية نشأت من الشرق الأوسط قبل عام 1500 مقارنة بتلك الموجودة في أوروبا في العصور الوسطى. كان العلماء يميلون إلى وصف الأنظمة السياسية في الشرق الأوسط في العصور الوسطى إما بأنها غير مبالية أو استبدادية. كلا الحالتين تفسر ندرة الوثائق الرسمية لأنها لم تكن ضرورية. تم اكتشاف كمية كبيرة من الوثائق الفاطمية في القاهرة - جنيزة تتحدى هذه الفكرة المقبولة على نطاق واسع ولكنها خاطئة. تشير جنيزة القاهرة إلى العلية في كنيس بن عزرا حيث تم تخزين الوثائق. في مجموعات جينيزا ، تم اكتشاف 1600 وثيقة دولة فاطمية حتى الآن. تضم أكبر مجموعة جينيزا في كامبريدج المزيد من وثائق الدولة التي لم تتم دراستها بعد. تضمنت وثائق الدولة التماسات إلى الملوك ، ومذكرات لكبار المسؤولين ، والسجلات المالية ، وإيصالات الضرائب ، والحسابات ، ودفاتر الأستاذ ، والمراسيم. شمولية ووفرة الوثائق تسمح للعلماء بإعادة بناء فن الحكم للخلافة الفاطمية التي ربما كانت تقع بين النوعين المتطرفين من الأنظمة السياسية - اللامبالاة والاستبداد.
نوع الوثائق التي تم العثور عليها بكثرة في الكنيس هو مراسيم الدولة. تقريبا جميع المراسيم مجزأة بينما الوثائق الأخرى سليمة. كانت المراسيم المجزأة في الأصل عبارة عن لفائف طويلة وعمودية (روتولي) بمسافات واسعة بين الكلمات. يبدو أن القطع قد قُطعت عمدًا ، مما يشير إلى أن المراسيم الموجودة في تنسيق اللفائف لم يكن من المفترض أرشفتها. تحتوي معظم الأجزاء الفاطمية على نصوص عبرية ، مثل الشعر الليتورجي وفقرات من الإنجيل مكتوبة بالهوامش. يشير تجاور المراسيم الفاطمية والنص العبري إلى أن الوثائق كان من المرجح أن يتم إعادة تدويرها كأوراق خردة من قبل الترتيل العاملين في الكنيس. ربما لم تكن المخطوطات الأصلية بمثابة مراسيم فحسب ، بل كانت أيضًا بمثابة دعائم أداء لإقناع المسؤولين ذوي الرتب الدنيا. بمجرد أن أنجزوا واجباتهم ، تم نبذهم. نظرًا لطبيعتها الأدائية ، ربما اختار الترتيل مخطوطات المرسوم بشكل هادف للعروض الدينية ، مثل الشعر أو تلاوات الكتاب المقدس.

### التمرير التعويذي

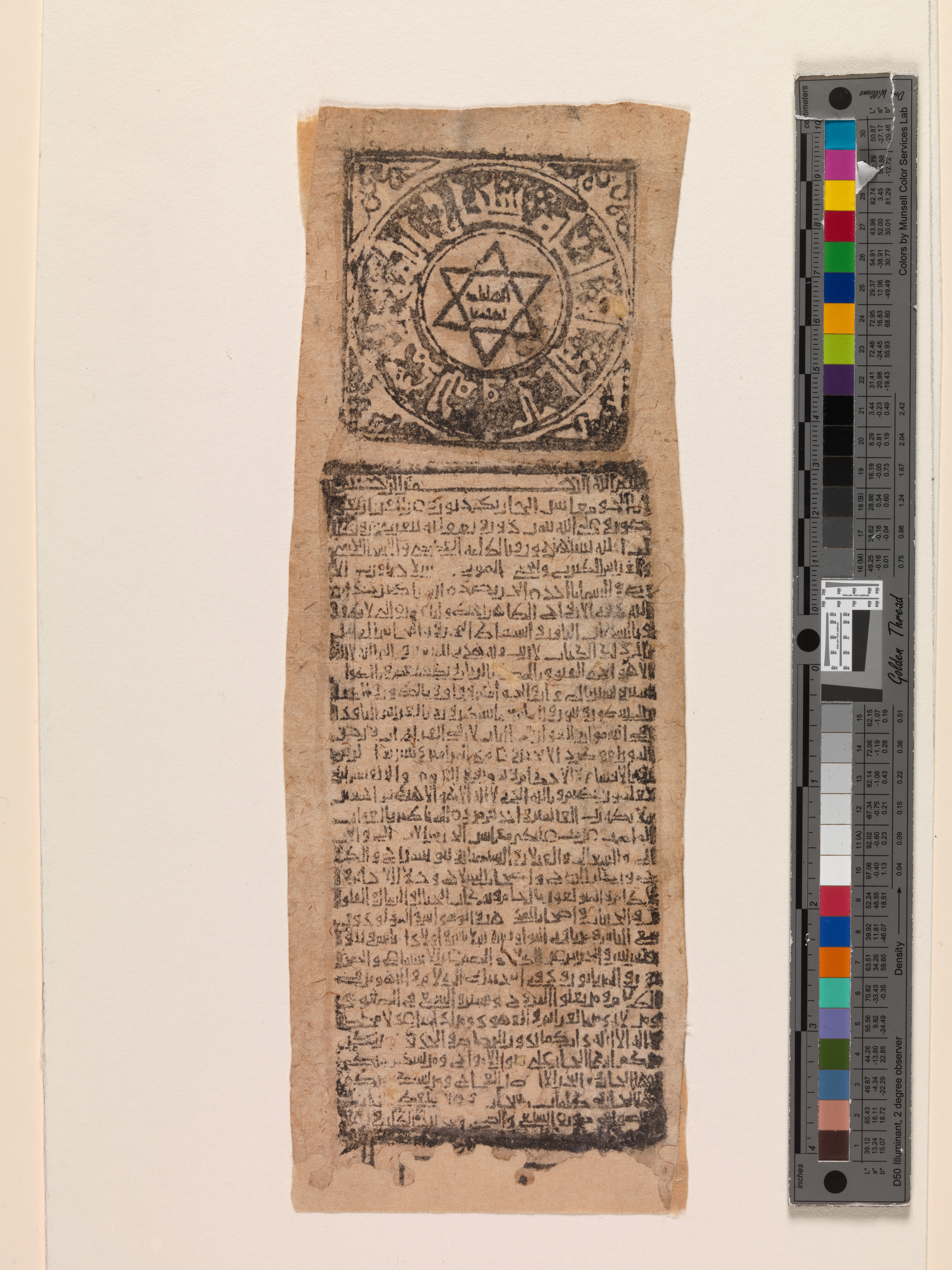
لفافة تعويذة فاطمية مطبوعة على شكل قوالب ، القرن الحادي عشر ، متحف متروبوليتان للفنون

نظرًا لندرة أمثلة المخطوطات من الفترة الفاطمية ، يمكن استخدام أمثلة أخرى للكتابة من الفترة الفاطمية للتعرف على تقنيات الكتابة والأسلوب. أحد الأمثلة على ذلك هو لفيفة تعويضية من القرن الحادي عشر ، طُبعت باستخدام تقنية طباعة الكتل tarsh. كان الرمز الموجود أعلى اللفافة يُعرف باسم «لفيفة سليمان»، أو نجمة من ست نقاط. امتلأ الجزء المتبقي من اللفيفة بنص بالخط الكوفي يحتوي على آيات قرآنية وتعاويذ وأدعية. نظرًا لأن هذه اللفائف كانت عبارة عن ورقة واحدة وليست مخطوطة ، فقد تم حفظها في صناديق تميمة. من أجل وضعها في الصناديق ، تم طيها وبالتالي يجب أن تكون أصغر ؛ هذا المثال بالذات يبلغ طوله 23 سم وعرضه 8.4 سم. بسبب ال طرش تقنية ، كانت هذه اللفائف أحادية اللون. على الرغم من أن هذه المخطوطات لم تكن مخطوطات ، إلا أنها تمثل الأدب التعبدي في العالم الإسلامي المبكر ، وقد ولدت من ثقافة الحج من التقوى والإخلاص.

## معرض الصور
- إبريق من الكريستال الصخري ، متحف فيكتوريا وألبرت
- إبريق من الكريستال الصخري من خزينة لورنزو دي ميديشي ، قصر بيتي [30]
- عمود حجري منحوت في مسجد الأقمر في القاهرة.
- الفاطميون محراب في مسجد ابن طولون في الفسطاط
- نحت على الخشب من القرن الثاني عشر على منبر في قوص ، طباعة حجرية بقلم إميل بريس دافين
- منبر الجامع الإبراهيمي في الخليل ، بتكليف من الوزير الفاطمي بدر الجمالي عام 1091 لضريح الحسين في عسقلان
- خشبية محمولة محراب ، 1154-1160 ، متحف الفن الإسلامي ، القاهرة
- صندوق أسطواني عاجي ، القرن الحادي عشر أو الثاني عشر ، متحف الفن الإسلامي ، القاهرة
- لوحة عاجية منحوتة ومحفورة عليها صيادون ، اللوفر
- نسيج من الكتان من القرن الثاني عشر مع تطريز حريري ، متحف أونتاريو الملكي
- ما يسمى ب "حجاب القديسة آن" ، 1096/97 ، Apt، Vaucluse
- صفحة من المصحف الأزرق ، ورقة ذهبية وفضية على رق مصبوغ بالنيلي ، متحف رقادة الوطني للفنون الإسلامية
- رسم توضيحي من القرن الحادي عشر إلى الثاني عشر لأرنبة من حيوانات ضائعة ، الفسطاط ، متحف متروبوليتان للفنون
- نسخة من القرنين الثاني عشر إلى الثالث عشر من خريطة العالم من القرن الحادي عشر من "كتاب الفضول" ، مكتبة بودليان
- التجليد الجلدي للقرن العاشر الميلادي ، القيروان ، متحف رقادة الوطني للفن الإسلامي
- علامة الذراع الذهبية من القرن الحادي عشر من سوريا. معرض فرير للفنون
- دينار ذهبي من القرن العاشر ، خلافة المعز لدين الله ، المتحف البريطاني
- صحن مطلي باللمعان ، متحف الفن الإسلامي ، القاهرة
- طبق (لكابي) محفور ومزجج. متحف الفن الإسلامي ، برلين
- كأس وير بريق مع نسر. متحف متروبوليتان للفنون
- وعاء خزفي ، متحف باردو الوطني

## روابط خارجية
- أحجار الكريستال الصخري الفاطمي ، أكثر الأشياء قيمة في الفن الإسلامي
- الفاطميون في القاهرة معرض الفن الفاطمي في معهد العالم العربي
- التماثيل الحيوانية البرونزية (أكوامانيل، مواقد البخور ، تركيبات نافورة. موزعات العطور): الأسد 1, الأسد 2, الأسد 3, الفهد, الأيل,  هند, غزال, رام, هير, الطيور, ببغاء
- روك كريستال إويرس: البندقية 1, البندقية 2, برلين
- إطار عاجي منحوت, متحف بيرغامون للفن الإسلامي